# 陳俊志
陳俊志（英語：Mickey Chen，1967年—2018年12月10日），臺灣男同性戀紀錄片導演、作家以及性別人權運動者。其作品關注弱勢議題，尤其以同志生命故事為主要關懷，在臺灣同志運動史上亦有重要意義。2018年12月10日因心因性休克於家中離世。

## 學歷
- 紐約市立大學電影製作研究所
- 國立臺灣大學外國語文學系
- 臺北市立建國高級中學

## 作品

### 紀錄片
- 不只是喜宴（1997）
- 美麗少年（1998）【同志三部曲之一】
- 玫瑰的戰爭（2002）
- 幸福備忘錄（2003）【同志三部曲之二】
- 我的愛滋朋友（2004）
- 無偶之家，往事之城（2005）【同志三部曲之三】
- 酷兒舞臺（2006）
- 用性命去拚搏（2009）
- 台北爸爸，紐約媽媽（2019）（未完成遺作）

### 影像詩
- 沿海岸線徵友

### 文字作品
- 報導文學《人間‧失格─高樹少年之死》（2008）
- 《臺北爸爸，紐約媽媽》（時報文化，2011）

### 相關作品
- 人力飛行劇團2012年12月將《臺北爸爸，紐約媽媽》改編為舞臺劇於國家戲劇院演出，編導為黎煥雄。

## 獲獎紀錄
- 1999年臺北電影獎商業類年度特別獎
- 2000年臺灣國際紀錄片雙年展觀眾最愛獎
- 2007年臺北文學獎寫作年金首獎
- 2008年時報文學獎報導文學類首獎
- 第36屆金鼎獎圖書類入圍
- 2012年臺北國際書展大獎
- 2019年臺北電影獎－楊士琪卓越貢獻獎

## 行動紀事
- 1998年《不只是喜宴》獲國際影展邀請參展，申請未獲新聞局補助，陳俊志抗議新聞局歧視同志議題影片。促成「國產錄影節目帶參加國際影展輔導要點」於1999年通過實施[2][3]
- 2000年臺灣國際紀錄片雙年展頒獎典禮，《美麗少年》獲頒「觀眾最愛獎」，在上台發表得獎感言時，宣讀台灣紀錄片導演們聯合署名之抗議信，向當時在台下時任台北市長馬英九，抗議原住民紀錄片導演馬躍‧比吼籌辦的「阿美影展」申請場地時，遭受台北市府刁難。[4][5]

## 紀念
2023年3月1日，Google於首頁以「致敬陳俊志」為主題的塗鴉來紀念陳俊志。
1999年的今天，他的電影《美麗少年》成為台灣第一部在電影院放映的LGBTQ題材紀錄片。
2023年導演藍正龍拍攝電影《成功補習班》以陳俊志為原型。